# 老妻物語 (戯曲)
『老妻物語』（ろうさいものがたり、英: The Old Wives' Tale）は、劇作家のジョージ・ピールが1595年にイングランドで発表した戯曲である。この戯曲は当時人気があった恋愛劇を風刺した最初のイギリス作品であることが確認されている。これらの一般的な作品の殆どは表題しか残されていないのだが、その時期の一般的な恋愛とおとぎ話の主題とは無関係な複合的要素であったように思われる。それらは恋愛に関する作り話に満ちているが、道徳的な趣旨が全くない。ピールはそのような劇を愛想よく皮肉り、誇張した版を脚色している。
「老妻物語」では混乱をもたらすために劇中劇という特殊表現が用いられていた。にもかかわらず、ピールの版はその時代における類似作品よりも慎重に構成されていた。彼は恋愛やおとぎ話を抽出したが、同時に孤立を創造することもできた。観客はおとぎ話における純愛に対する好みを意識するようになる。一部の批評家には包括的な不条理を強調させるために意図的に風刺した劇であるとみなす者もいる 。ピールは他の戯曲においても類似した構成を採用している。
この戯曲は「舞台上の馬鹿げた話と区別がつかない」とか「パロディ」といった風に批判されている。にもかかわらず、この作品を魅力的なファンタジーであるとか無垢で感傷的な喜劇であると賞賛する者や「風変わりな喜劇的恋愛」と呼ぶ者もいた。

## 筋書き
軸となる3人の若い男性が森の中で道に迷い、蹄鉄工のクランチと妻のマッジ（タイトルである「老妻」の元となる人物）が経営する夜間用の避難小屋が与えられるという筋書きである。滞在中、1名はクランチとともにベッドに引き下がり、残りの2人がもてなされている間に女主人はおとぎ話を語る。驚くべきことにそれが現実となり、おとぎ話の登場人物が現れて物語を話し始めるのである（「劇中劇」より）。その物語の筋書きはジョン・ミルトンの戯曲『コモス』にも登場する魔術師サクラパンに捕われた妹のデリアを探すために冒険の旅に出る2人の兄を巻き込むというものである。事実、兄たちも魔術師に捕らえられてしまうのだ。結局彼らは騎士から受けた過去の親切な行動への感謝が動機となった幽霊の助力を受けた騎士に救出された。歌と不思議な呪文が劇中に織り込まれており、神秘的な雰囲気が吹き込まれている。